# S/2015 (136472) 1
S/2015 (136472) 1, también designado MK2 es el satélite natural de Makemake. Al principio se creía que Makemake era un planeta enano, ubicado en el cinturón de Kuiper, que no tenía satélite.

## Descubrimiento
De momento, el satélite ha recibido la designación provisional S/2015 (136472) 1 y el sobrenombre de MK2, y es 1.300 veces más tenue que Makemake. MK2 fue visto a unos 21.000 kilómetros de distancia del planeta, y tiene un diámetro estimado de unos 160 kilómetros. Makemake tiene un diámetro de 1.400 kilómetros, fue descubierto en 2005, y recibe su nombre de la deidad de la creación de los Rapa Nui, los habitantes de la Isla de Pascua.
El descubrimiento de este satélite puede dar información muy importante sobre los planetas enanos.  Al medir su órbita, los astrónomos pueden calcular la masa del sistema y comprender su evolución. El hallazgo también refuerza la idea de que la mayoría de planetas enanos tienen satélites y proporciona a los astrónomos la oportunidad de estudiar este planeta enano con mucho más detalle del que habrían sido capaces sin este compañero espacial.
La presencia de MK2 también aumenta los paralelismos entre Makemake y Plutón. Los dos están cubiertos de metano congelado y, tal y como se hizo con Plutón, un estudio más detallado del satélite permitirá revelar la densidad de Makemake, algo que permitirá determinar si su composición también es similar a la de Plutón.